# Жуан Ребуль
Жуан Ребуль-і-Торрожа (кат. Joan Rebull i Torroja; 27 січня 1899, Реус — 27 лютого, 1981, Барселона) — іспанський (каталонський) скульптор.

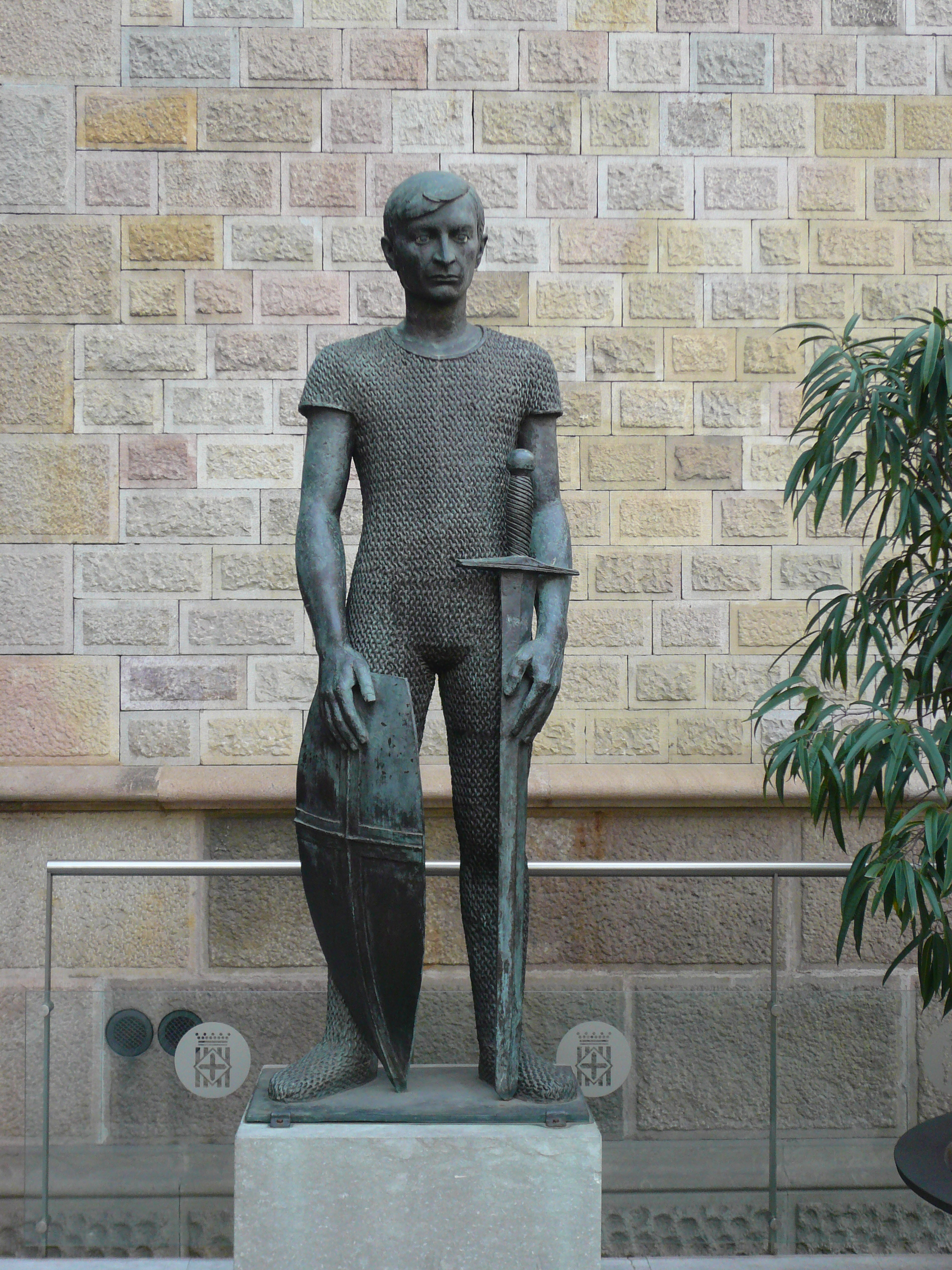
«Святий Георгій» (1977), Барселона (на теперішньому місці з 1987)

Почав кар'єру як скульптор, створюючи релігійні образи. У 1915 році переїхав у Барселону, де працював у майстерні різьбяря по мармуру Бекіні. Навчався в Ексола-де-Льоджа. У 1921 році, отримавши стипендію, поїхав у Лондон і Париж. Залишався у французькій столиці до 1930 року, після чого повернувся в Каталонію і оселився у Віланова-і-ла-Желтру. У 1931 році обраний членом парламенту Каталонії. У роки Республіки займав різні офіційні посади, а у 1939 році залишив країну, перебуваючи у вигнанні. У 1948 році повернувся у Барселону.
Удостоєний низки премій. З 1962 року викладав у Школі витончених мистецтв Сант-Жорді. Працював у Монсерратському монастирі, створив громадські пам'ятники для декількох міст і муніципалітетів Каталонії.